# Волочіння (обряд)
Обряд волочіння — це архаїчний обряд, який відбувався у понеділок після Великодня і подекуди називався «мандрівкою селом».
Й уже весна, весна, й уже красна, Пора нашим парубчатам
Пора розтавати, Селом мандрувати.

## Історія обряду
Первісно цей обряд був пов'язаний із культом покійників у формі ритуального дійства на цвинтарях, що супроводжувався обмінюванням крашанками, розбиванням їх до хрестів на могилах, закопуванням до гробів (як освячення) чи пусканням водою до «потойбічного світу». При цьому ритуальною Великодньою їжею були круглі ярові хліби (на честь сонця) та коливо — ритуальна їжа покійників. Потім відбувалось «волочіння» селом, дуже схоже на різдвяне колядування.
Селом ходили переодягнений у бузька парубок, міхоноша; носили живого когута та довгий рожен на рамені, на який господарі натикали хліб, ковбасу та інші продукти як нагороду за величання). Цей обряд здійснювався лише парубками, які ходили від хати до хати, співаючи величання господарям, за що отримували дарунки, обов'язковими з яких були крашанки.
Обряд волочіння майже не збереглися до нашого часу.